# ちばぎんカップ
ちばぎんカップは、日本プロサッカーリーグ（Jリーグ）に加盟するジェフユナイテッド市原・千葉（以下、ジェフ）と柏レイソル（以下、レイソル）の間でシーズン開幕前に行われるプレシーズンマッチである。互いのホームスタジアムで交互に開催され、千葉銀行グループが冠スポンサーである。

## 概要
- 第1回は1995年、レイソルが（当時の）JFLからJリーグに昇格することが決定し、Jリーグでの「千葉ダービーマッチ」が実現することとなったことより[1]、3月5日に市原緑地運動公園臨海競技場で開催された。その後、1996年以降も同時期に開催されるようになった。なお、第1回はピエール・リトバルスキーの引退試合を兼ねて開催された（引退試合としての開催はこの他に1999年・江尻篤彦の例がある）。
- 特徴としてプレシーズンマッチとしては珍しく『90分間で決着がつかない場合はPK戦を行って勝者を決定する』点が挙げられる。
- 2010年（第16回）の開催時に、Jリーグから冠スポンサーである千葉銀行に感謝状が贈られた。
- 本大会は過去に2回中止となっている。
  - 2015年は第21回大会がレイソルのホームで開催される予定だったが、レイソルがAFCチャンピオンズリーグ2015プレーオフ進出に伴う過密日程となることを考慮して、レイソル側から参加辞退を申し出る。ジェフ側は日程の変更なども検討されたが、最終的には開催を見送る事になった[2]。なお、2018年（第23回）も同様にレイソルがAFCチャンピオンズリーグ2018プレーオフに進出したが、プレーオフ後の2月4日に開催されている。
  - 2021年は新型コロナウイルス感染拡大の影響により開催中止となった[3]。
- 試合の模様は、毎年千葉テレビ放送（チバテレ）で放送される。当初は録画放送であったが、近年では生放送となっている。スカパー!でも放送されるが、CM以外はチバテレの映像をそのまま使用している。
  - 2012年までは、試合時間前後が自社制作の競馬中継（2010年までは『中央競馬ワイド中継』、2011年・2012年は『LIVE&REPORT 中央競馬中継』）と重なるため、当日夜に録画放送されていた。
  - 同年5月に『LIVE&REPORT 中央競馬中継』が終了し『金曜競馬CLUB』として金曜に移動したため、2013年以降は生中継で放送されている。なお、土曜日・日曜日以外での開催または前述の事情で大会自体が中止になった15年・21年・22年を除き、『JRA競馬中継』（日本BS放送制作）は当日のみチバテレでは放送せず、テレビ神奈川・テレビ埼玉のみのネットとなる。
  - 2015年は前述のとおり大会中止のため、3月1日（19:00-19:55）に『ちばぎんカップ2015特別編〜ヒストリーと展望〜』として、これまで20回のちばぎんカップの歴史を振り返り、2015年シーズンの両チームの展望を語る生放送の特別番組を急遽編成した。司会は中山京子（当時チバテレアナウンサー）。解説として両チームのOBかつ当時チバテレのレギュラー番組を持っていた2名が担当し、柏レイソル側は佐藤大（『Rising Reysol』解説者）、ジェフ千葉側は宮澤ミシェル（『ビジネスフラッシュ 2nd Stage』MC）が出演。この番組も、千葉銀行の一社提供で放送された。
  - 2021年も前述のとおり大会中止のため、2月21日（19:00-19:55）に『Jリーグ開幕直前スペシャル〜ICHIBANを目指せ!〜』として、2015年同様の特別番組を急遽編成した[4]。出演者は、両チームから2名が担当。柏レイソル側は佐藤大（レイソルOB、『Rising Reysol』解説者）、佐田志歩（当時、『Rising Reysol』の本来のMCである西谷綾子の産休に伴う代理MC）。ジェフ千葉側は佐藤勇人（ジェフOB）、黒澤詩音（当時『WIN BY ALL!』MC）。
  - 2022年は、建国記念の日で祝日となっている2月11日（金曜日）の日中に生中継を行った[5]。

### 主催・主管団体[6]
- 主催：公益財団法人日本サッカー協会、公益社団法人日本プロサッカーリーグ、公益社団法人千葉県サッカー協会
- 主管：公益社団法人千葉県サッカー協会、ジェフユナイテッド株式会社（ジェフ・ホームゲーム時）[1]、株式会社日立柏レイソル（レイソル・ホームゲーム時）[6]
- 後援：柏市、市原市、千葉市
- 特別協賛：株式会社千葉銀行
- 協力：株式会社千葉日報社

## 試合結果
■ジェフユナイテッド市原・千葉：11勝18敗
■柏レイソル：18勝11敗
- 90分終了して同点引き分けの場合、PK戦により優勝を決める。PK戦戦績はジェフの4勝1敗。

| 回数                                             | 年     | ホーム | 得点               | アウェイ | スタジアム | 入場者数 |
| ------------------------------------------------ | ------ | ------ | ------------------ | -------- | ---------- | -------- |
| 第1回                                            | 1995年 | 市原   | 1 - 2              | 柏       | 市原臨海   |          |
| 第2回                                            | 1996年 | 柏     | 3 - 0              | 市原     | 日立柏     |          |
| 第3回                                            | 1997年 | 市原   | 1 - 3              | 柏       | 市原臨海   |          |
| 第4回                                            | 1998年 | 柏     | 2 - 2 （PK 1 - 3） | 市原     | 日立柏     |          |
| 第5回                                            | 1999年 | 市原   | 1 - 2              | 柏       | 市原臨海   |          |
| 第6回                                            | 2000年 | 柏     | 2 - 1              | 市原     | 日立柏     |          |
| 第7回                                            | 2001年 | 市原   | 0 - 1              | 柏       | 市原臨海   |          |
| 第8回                                            | 2002年 | 柏     | 1 - 0              | 市原     | 日立柏     |          |
| 第9回                                            | 2003年 | 市原   | 2 - 1              | 柏       | 市原臨海   |          |
| 第10回                                           | 2004年 | 柏     | 3 - 0              | 市原     | 日立柏     |          |
| 第11回                                           | 2005年 | 千葉   | 0 - 1              | 柏       | 市原臨海   |          |
| 第12回                                           | 2006年 | 千葉   | 2 - 0              | 柏       | フクアリ   |          |
| 第13回                                           | 2007年 | 柏     | 2 - 1              | 千葉     | 日立柏     |          |
| 第14回                                           | 2008年 | 千葉   | 1 - 1 （PK 3 - 2） | 柏       | フクアリ   | 12,393   |
| 第15回                                           | 2009年 | 柏     | 3 - 1              | 千葉     | 日立柏     | 10,225   |
| 第16回                                           | 2010年 | 千葉   | 1 - 1 （PK 4 - 3） | 柏       | フクアリ   | 14,567   |
| 第17回                                           | 2011年 | 柏     | 0 - 1              | 千葉     | 柏の葉     | 9,249    |
| 第18回                                           | 2012年 | 千葉   | 0 - 1              | 柏       | フクアリ   | 14,207   |
| 第19回                                           | 2013年 | 柏     | 0 - 3              | 千葉     | 日立柏     | 11,190   |
| 第20回                                           | 2014年 | 千葉   | 1 - 1 （PK4 - 5）  | 柏       | フクアリ   | 12,254   |
| 2015年は柏レイソル過密日程のため中止。           |        |        |                    |          |            |          |
| 第21回                                           | 2016年 | 千葉   | 3 - 0              | 柏       | フクアリ   | 12,921   |
| 第22回                                           | 2017年 | 柏     | 2 - 0              | 千葉     | 日立柏     | 11,015   |
| 第23回                                           | 2018年 | 千葉   | 1 - 4              | 柏       | フクアリ   | 14,947   |
| 第24回                                           | 2019年 | 柏     | 2 - 2 （PK5 - 6）  | 千葉     | 三協F柏    | 12,572   |
| 第25回                                           | 2020年 | 千葉   | 0 - 2              | 柏       | フクアリ   | 13,239   |
| 2021年は新型コロナウイルス感染拡大の影響で中止。 |        |        |                    |          |            |          |
| 第26回                                           | 2022年 | 千葉   | 0 - 1              | 柏       | フクアリ   | 6,510    |
| 第27回                                           | 2023年 | 柏     | 2 - 3              | 千葉     | 三協F柏    | 8,898    |
| 第28回                                           | 2024年 | 柏     | 1 - 2              | 千葉     | 三協F柏    | 10,996   |
| 第29回                                           | 2025年 | 千葉   | 0 - 3              | 柏       | フクアリ   | 15,187   |

## 賞金
勝利チームからはMVPが、敗戦チームからはMIPがそれぞれ選出され、表彰される。
賞金額は年によって変動がある。
| 回数   | 年     | MVP              | 所属チーム | 賞金   | MIP                    | 所属チーム | 賞金   |
| ------ | ------ | ---------------- | ---------- | ------ | ---------------------- | ---------- | ------ |
| 第1回  | 1995年 |                  | 柏         |        |                        | 市原       |        |
| 第2回  | 1996年 |                  | 柏         |        |                        | 市原       |        |
| 第3回  | 1997年 |                  | 柏         |        |                        | 市原       |        |
| 第4回  | 1998年 |                  | 市原       |        |                        | 柏         |        |
| 第5回  | 1999年 |                  | 柏         |        |                        | 市原       |        |
| 第6回  | 2000年 |                  | 柏         |        |                        | 市原       |        |
| 第7回  | 2001年 |                  | 柏         |        |                        | 市原       |        |
| 第8回  | 2002年 |                  | 柏         |        |                        | 市原       |        |
| 第9回  | 2003年 |                  | 市原       |        |                        | 柏         |        |
| 第10回 | 2004年 |                  | 柏         |        |                        | 市原       |        |
| 第11回 | 2005年 | 平山智規         | 柏         |        |                        | 市原       |        |
| 第12回 | 2006年 | 坂本將貴         | 千葉       |        |                        | 柏         |        |
| 第13回 | 2007年 | 菅沼実           | 柏         |        |                        | 千葉       |        |
| 第14回 | 2008年 | 立石智紀         | 千葉       | 30万円 |                        | 柏         |        |
| 第15回 | 2009年 | 杉山浩太         | 柏         |        |                        | 千葉       |        |
| 第16回 | 2010年 | 岡本昌弘         | 千葉       | 30万円 | 澤昌克                 | 柏         | 10万円 |
| 第17回 | 2011年 | オーロイ         | 千葉       | 50万円 | レアンドロ・ドミンゲス | 柏         | 30万円 |
| 第18回 | 2012年 | 工藤壮人         | 柏         | 50万円 | 兵働昭弘               | 千葉       | 30万円 |
| 第19回 | 2013年 | 米倉恒貴         | 千葉       | 70万円 | ジョルジ・ワグネル     | 柏         | 30万円 |
| 第20回 | 2014年 | 菅野孝憲         | 柏         | 70万円 | 山口慶                 | 千葉       | 30万円 |
| 第21回 | 2016年 | 船山貴之         | 千葉       | 50万円 | 大津祐樹               | 柏         | 30万円 |
| 第22回 | 2017年 | クリスティアーノ | 柏         | 50万円 | 近藤直也               | 千葉       | 30万円 |
| 第23回 | 2018年 | 伊東純也         | 柏         | 50万円 | 町田也真人             | 千葉       | 30万円 |
| 第24回 | 2019年 | 佐藤優也         | 千葉       | 50万円 | 瀬川祐輔               | 柏         | 30万円 |
| 第25回 | 2020年 | 江坂任           | 柏         | 50万円 | 熊谷アンドリュー       | 千葉       | 30万円 |
| 第26回 | 2022年 | 細谷真大         | 柏         | 50万円 | 風間宏矢               | 千葉       | 30万円 |
| 第27回 | 2023年 | 呉屋大翔         | 千葉       | 80万円 | 山田康太               | 柏         | 30万円 |
| 第28回 | 2024年 | 小森飛絢         | 千葉       | 50万円 | マテウス・サヴィオ     | 柏         | 30万円 |
| 第29回 | 2025年 | 小屋松知哉       | 柏         | 50万円 | 岩井琢朗               | 千葉       | 30万円 |

## その他
- 2008年からは、地域貢献、フットサルの普及に努めることを主旨として、千葉市蘇我スポーツ公園多目的広場（フクダ電子スクエア）において、「フットサルちばぎんカップ」が開催されている（ちばぎんカップと同じく、千葉銀行が特別協賛しており、参加チームは一般から募る）。
- サッカー関連のジョークのひとつとして「ちばぎんカップはFIFAワールドカップ、UEFAチャンピオンズリーグと並ぶ世界三大カップ（戦）の一つ」と表現されることがある。公式に「世界三大カップ（戦）」の呼称が用いられることはないが、毎年当試合の開催時期が近づくと、主にインターネット上（掲示板、ブログ、SNS等）においてこの表現が見られ、サッカー専門新聞のエル・ゴラッソやJリーグ戦の放映権を持っていたJ SPORTS、チバテレもこのジョークを用いたことがある[17][18]。